# ام‌جی تیپ-وای
ام‌جی تیپ-وای (MG Y-type) خودرویی است که در سال‌های ۱۹۴۷ تا ۱۹۵۳۸٬۳۳۶ built - all modelsتولید شده‌است.
این خودرو در کلاس سدان اسپورت قرار گرفته، طول آن در حالت طبیعی ۱۶۴-اینچ (۴٬۲۰۰-میلیمتر)، عرض آن در حالت طبیعی ۵۹-اینچ (۱٬۵۰۰-میلیمتر) و  ارتفاع آن در حالت طبیعی ۵۷ اینچ (۱٬۴۰۰ میلیمتر)  است.